# Pseudoeuchlanis longipedes
Pseudoeuchlanis longipedes är en hjuldjursart som beskrevs av Dhanapathi 1978. Pseudoeuchlanis longipedes ingår i släktet Pseudoeuchlanis och familjen Euchlanidae. Inga underarter finns listade i Catalogue of Life.